# Lente galattica
Una lente galattica è un componente di una galassia. Presenta una distribuzione quasi uniforme della luminosità superficiale.

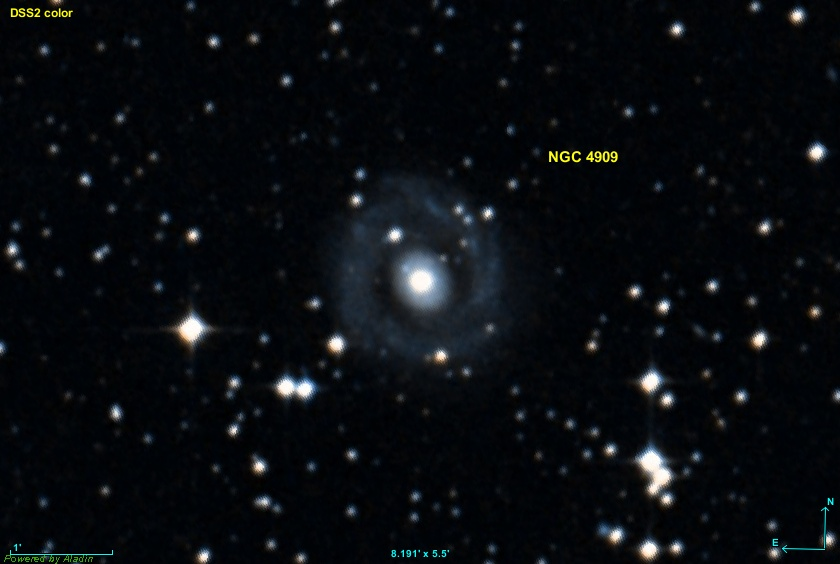
NGC 4909 - una galassia con una lente interna.

## Forma
Questo aspetto può essere evidente nella regione tra il bulge e il disco. Il bulge è un gruppo di stelle densamente raggruppato all'interno di una formazione più grande, e un disco è un componente di galassie a disco costituite da gas e stelle. Molto probabilmente, queste strutture derivano dalla "sfocatura" delle barre.
La lente nella struttura delle galassie è un componente a forma ellittica con una distribuzione quasi uniforme della luminosità superficiale e dei confini nitidi, il cui contributo può essere visto nella regione tra il bulge e il disco, e talvolta anche in altre regioni.
Le lenti sono ellissoidi triassiali: nella direzione perpendicolare al piano galattico, sono appiattite, ma non tanto quanto i dischi, e nella proiezione sul piano del disco, il rapporto tra assi maggiori e minori è in media 0,9.
Le lenti sono strettamente collegate con le barre e si trovano spesso nelle galassie con barre - nel 54% delle galassie SB0-SBa e nel 76% delle galassie SBab-SBc. In quei casi, quando una galassia contiene sia una barra che una lente, le loro dimensioni spesso coincidono.

## Formazione
Le lenti molto probabilmente derivano da barre, anche se alcuni tipi di lenti non possono essere spiegati in questo modo. Sono noti due meccanismi che possono portare alla formazione del cristallino. Nel corso del tempo la barra può diventare più asimmetrica. Non necessariamente tutta la materia della barra viene immediatamente ridistribuita in questo modo, poiché le galassie osservate spesso hanno sia una barra che una lente. Il secondo è che le lenti, come le barre, sorgono in presenza di instabilità di formazione della barra.
Le lenti sono note almeno dal 1959, scoperte per la prima volta da Gérard de Vaucouleurs, che propose uno schema per classificare le galassie.